# Implozja łodzi podwodnej Titan

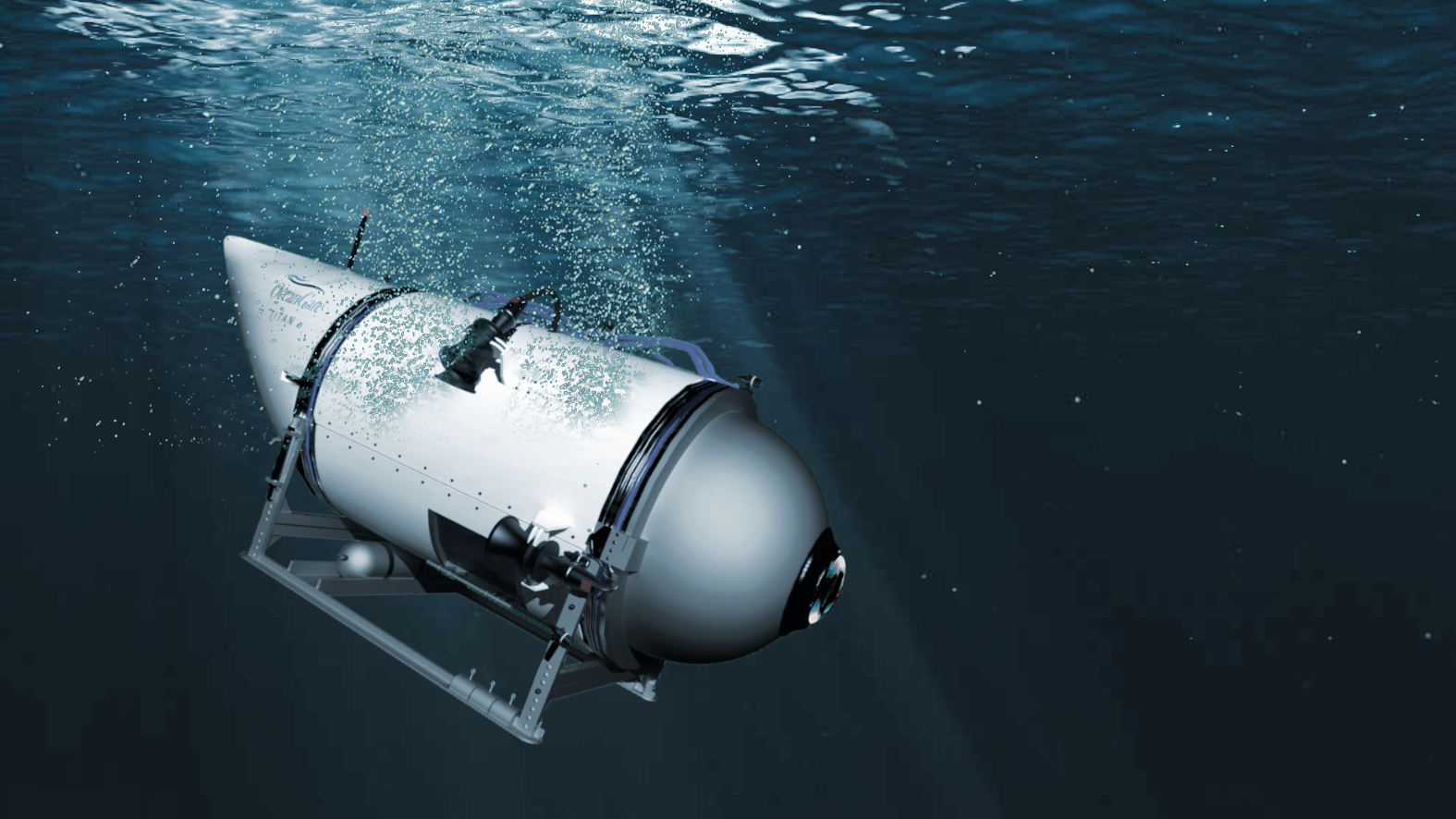
Obraz graficzny „Titana”

Implozja łodzi podwodnej „Titan” – 18 czerwca 2023 r. pojazd podwodny „Titan” operowany przez amerykańską firmę OceanGate wyruszył na ekspedycję w pobliże wraku RMS „Titanic” na Oceanie Atlantyckim. 22 czerwca tego samego roku amerykańskie służby przybrzeżne potwierdziły, że pojazd podwodny implodował z pięcioma osobami na pokładzie: Stocktonem Rushem – współzałożycielem i dyrektorem generalnym OceanGate, Hamishem Hardingiem – brytyjskim biznesmenem, Paulem-Henrym Nargeoletem – francuskim nurkiem i ekspertem od „Titanica” oraz pakistańsko-brytyjskim biznesmenem Shahzadą Dawoodem wraz z synem Sulemanem.

## „Titan”

Wymiary „Titana”

Titan, początkowo Cyclops 2, był to pojazd podwodny o długości 6,7 metra, ważący 10,5 tony, zbudowany z włókna węglowego i tytanu. Jego maksymalny udźwig wynosił 685 kg. Poruszał się z maksymalną prędkością 3 węzłów (5,6 km/h), używając czterech silników – dwóch pionowych i dwóch poziomych. Zapewniał zapas powietrza na 96 godzin.
Według ekspertów pojazd ten był w dużej mierze prototypem. Nie posiadał odpowiednich systemów zabezpieczeń do tego typu ekspedycji oraz był wyposażony w zbiornik tlenu o zbyt małej pojemności.

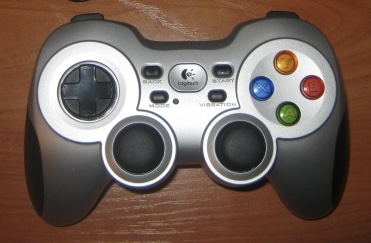
Logitech F710, używany do sterowania „Titanem”

Sterowanie pojazdem odbywało się za pośrednictwem pada do konsoli Logitech G F710.

## Rozpoczęcie ekspedycji i poszukiwania

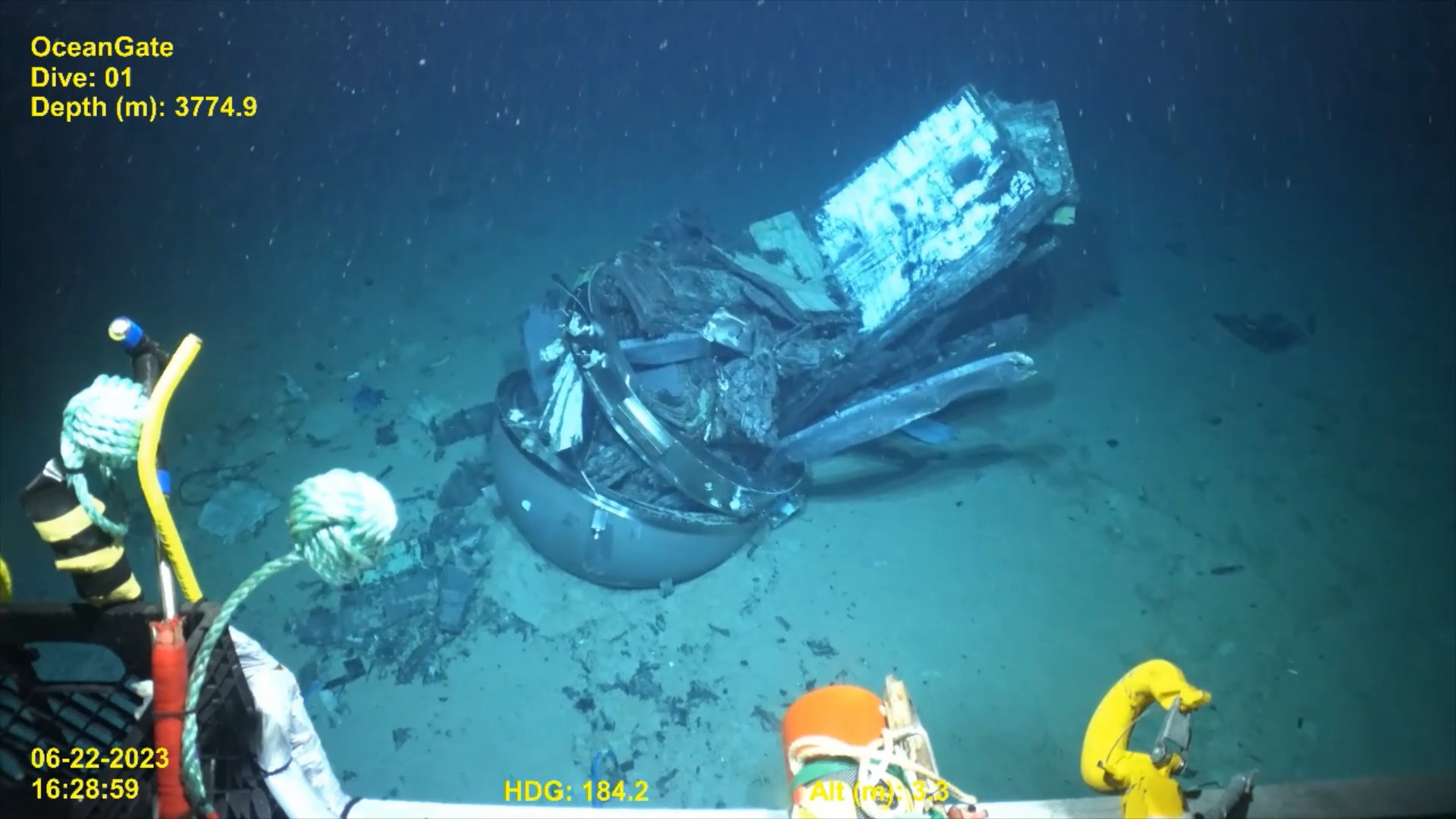
Pozostałości kadłuba ciśnieniowego „Titana” na dnie Oceanu Atlantyckiego – tylna kopuła tytanowa, tylny pierścień tytanowy i resztki cylindra z włókna węglowego

## Rozpoczęcie ekspedycji i poszukiwania[4]

### 16–17 czerwca
16 czerwca łódź Polar Prince, która miała przetransportować „Titana” w okolice wraku RMS „Titanic” wyruszyła z St. John’s w Nowej Fundlandii (Kanada).
17 czerwca łódź-matka dotarła do miejsca wodowania. Jeden z członków ekspedycji, Hamish Harding, opublikował na swoim Facebooku i Instagramie post, w którym wyrażał dumę z bycia uczestnikiem prawdopodobnie pierwszej i jedynej misji załogowej na „Titanica” w 2023 roku. Poinformował również, że okno pogodowe zostało otwarte, a planowana data zwodowania „Titana” to 18 czerwca o godzinie 4:00 ET.

### 18 czerwca
4:00 ET – planowana godzina rozpoczęcia ekspedycji wg Hardinga.
8:00 ET – pojazd podwodny rozpoczyna zniżanie się na głębokość 3810 metrów w pobliże zatopionego „Titanica”, które powinno trwać ok. 2 godzin.
9:45 ET – prawdopodobnie wtedy łódź zapadła się wskutek ciśnienia na dnie Atlantyku, wtedy też została utracona łączność z załogą pojazdu „Titan”, 105 minut po wyruszeniu.
15:00 ET – planowana godzina wynurzenia się „Titana” na powierzchnię, do którego nie doszło.
17:45 ET – amerykańska straż przybrzeżna otrzymuje raport o wykryciu przez kanadyjski statek badawczy Polar Prince zaginionego pojazdu podwodnego z pięcioma osobami na pokładzie.

### 19 czerwca
Amerykańskie i kanadyjskie statki oraz samoloty rozpoczynają poszukiwania. Zostaje również wystosowane oficjalne oświadczenie, w którym uprasza się statki komercyjne przebywające w pobliżu o pomoc w znalezieniu zaginionego pojazdu podwodnego.

### 20 czerwca
Rodzina Shahzady Dawooda potwierdza, że na pokładzie znajdował się 19-letni syn biznesmena, Suleman. Proszą o modlitwy za ich bezpieczeństwo.
10:50 ET – Francja oficjalnie przyłącza się do akcji poszukiwawczej, wysyłając Atalante, statek wyposażony w sprzęt do nurkowania głębinowego.
Kanadyjski samolot Lockheed P-3 Orion wykrywa dźwięki, które mogły zostać wywołane przez pojazd podwodny. Straż przybrzeżna, która podała to do informacji publicznej dzień później, nie podaje dokładnej godziny.

### 21 czerwca
US Coast Guard, US Navy i OceanGate łączą siły w poszukiwaniach, ustanawiając wspólne dowództwo.
2:00 ET – US Coast Guard informuje o wykryciu dźwięków pochodzących spod powierzchni oceanu, które zostały wykryte przez kanadyjski samolot w ciągu poprzedniego dnia. Informuje, że próbki odgłosów są przesyłane do ekspertów amerykańskiej marynarki wojennej w celu dokładnej analizy.
Późnym popołudniem francuski statek Atalante ma dotrzeć w rejon poszukiwań.

### 22 czerwca
6:00 ET – przybliżony czas, kiedy w zbiornikach „Titana” zabraknie powietrza. Od tego momentu trwają poszukiwania wraku, bez nadziei na ocalenie któregokolwiek z członków załogi.
14:00 ET – w rejonie poszukiwań zostają odnalezione elementy pojazdu podwodnego „Titan”
15:00 ET – potwierdzenie przez amerykańską straż przybrzeżną, że elementy odnalezione godzinę wcześniej są elementami konstrukcji „Titana”. Nie znaleziono ciał, ale już wiadomo, że załoga nie przetrwała.

## Śledztwo w sprawie wypadku
23 czerwca odpowiednie organy Stanów Zjednoczonych i Kanady rozpoczęły śledztwo w sprawie wypadku pojazdu podwodnego „Titan”. Do 25 czerwca dołączyły do nich instytucje Wielkiej Brytanii i Francji.